# Оргёт
Оргёт — село в Верхневилюйском улусе Якутии России. Образует Оргётский наслег.

## География
Село расположено на северо-западе региона, в пределах географической зоны таёжных лесов Вилюйского плато Среднесибирского плоскогорья, между озёрами Оччугуй-Эбе (север) и Эбе (юг), к востоку — оз. Нилбикте, Лемпей.
Уличная сеть ул. Комсомольская, ул. Лесная, ул. Молодёжная, ул. Нээлбиктэ, ул. Советская, ул. Школьная
Расстояние до улусного центра — села Верхневилюйск — 60 км..
Ближайшие населённые пункты: Быракан — 22, 08 км, Куду 26,66 км, Оросу 40,13 км
климат
В населённом пункте, как и во всем районе, климат резко континентальный, с продолжительным зимним и коротким летним периодами. Максимальная амплитуда средних температур самого холодного месяца — января и самого теплого — июля составляет 80-97°С. Суммарная продолжительность периода со снежным покровом 6-7 месяцев в год. Среднегодовая температура составляет 11,1°С.

## История
Постановлением Палаты Республики Государственного Собрания (Ил Тумэн) Республики Саха (Якутия) от 28 октября 1999 года № 158-II село Тойоку Оргётского наслега (сельского округа) Верхневилюйского улуса (района) переименовано в село Оргёт. Переименование утверждено Постановлением Правительства Российской Федерации от 14 января 2003 года № 14.
Согласно Закону Республики Саха (Якутия) от 30 ноября 2004 года N 173-З N 353-III село возглавило образованное муниципальное образование Оргётский наслег.

## Население
| 2002 | 2010 | 2012 | 2013 | 2014 | 2015 | 2016 | 2017 | 2018 | 2019 | 2020 |
| ---- | ---- | ---- | ---- | ---- | ---- | ---- | ---- | ---- | ---- | ---- |
| 613  | ↘579 | ↘570 | ↘560 | ↘556 | ↘551 | ↘545 | ↗548 | ↘547 | ↘532 | ↘515 |
| 2021 |      |      |      |      |      |      |      |      |      |      |
| ↗517 |      |      |      |      |      |      |      |      |      |      |

Национальный состав
Большинство жителей якуты.
Согласно результатам переписи 2002 года, в национальной структуре населения якуты составляли 98 % от общей численности населения в 613 чел..

## Инфраструктура
Клуб, средняя школа, детсад «Туллукчаан-От» (открыт в январе 2019)
Животноводство (мясо-молочное скотоводство, мясное табунное коневодство), земледелие (овоще- и картофелеводство, зерновые культуры).

## Транспорт
Просёлочные дороги.